# Mont Sion
Pour les articles homonymes, voir Sion.
Ne doit pas être confondu avec Montagne de Sion.
Le mont Sion (en hébreu : הר צִיּוֹן, Har Tsiyyon) est une des collines de Jérusalem, située au Sud-Ouest de la vieille ville. Le nom de Sion est souvent pris comme symbole de Jérusalem.

## Origine du nom
L'origine du mot Sion vient du mot sioun. Sa traduction littérale est une borne ou un monument servant à conserver la mémoire des morts :

« Quel est ce monument que je vois là-bas ?  Et les habitants lui répondirent : "C'est le tombeau de l'homme de Dieu venu de Juda pour annoncer les faits que tu viens d'accomplir sur l'autel de Béthel. »

— Deuxième livre des Rois 23,17
Lu Sion ce mot désigne le site du sanctuaire de Dieu. Même après la destruction du Temple de Jérusalem, le mont Sion et son symbolisme continuent à rappeler la présence du Dieu d'Israël.
Le nom mont Sion apparaît 19 fois dans le Tanakh. Dans toutes ces mentions, il fait référence au mont du Temple. Par exemple, dans le livre des Psaumes, il est décrit comme le lieu de résidence de YHVH :

« Souviens-toi de ce mont Sion où tu fixas ta résidence ! »

— Psaume 74
Ainsi, le mot hébreu Sion est le nom de la colline sur laquelle Jérusalem fut bâtie, le noyau originel et plus ancien de la ville.
Selon la Bible, les Jébuséens, fondateurs de la cité qu'ils désignaient sous le nom de Jébus, habitaient le mont Sion où ils avaient bâti une forteresse. Celle-ci est prise par le roi David et fortifiée par lui. Il y établit peut-être son palais mais cet édifice de prestige n'a jamais été découvert ou les ruines éparses mises au jour n'ont jamais été attestées comme étant son palais[réf. nécessaire]. Toutefois, la tradition veut que le mont Sion soit considéré comme le lieu de la demeure royale.

## Géographie

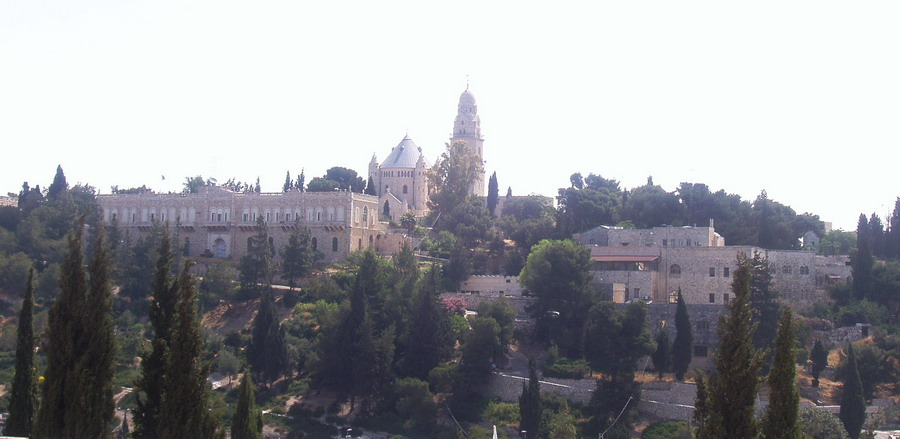
Vue du mont Sion.

Le mont Sion constitue le prolongement sud de la colline sur laquelle se trouvent les quartiers juif et arménien de la vieille ville, s'étendant entre la vallée latérale au nord, la vallée du Hinnom à l'ouest et au sud, ainsi que la vallée du Tyropoeon à l'est. Le mont Sion est quant à lui séparé de la vieille ville par les murailles ottomanes. Son point culminant est à 765 m.

## Changement de localisation
Entre la destruction du Temple de Jérusalem (70) et le IVe siècle, voire l'époque byzantine, l'appellation mont Sion a cessé de désigner le mont du Temple et s'est transféré sur le site actuel. « Jadis, l'appellation Mont-Sion était portée par la colline de l'Ophel, elle désignait la Cité de David, comme on peut le lire en 2 Sm 5,7 (« David s'empara de la forteresse de Sion : la Cité de David ») ». Il s'agit « en réalité de la ville jébuséenne conquise par les preux de David qui en fit sa capitale. » « Sion tient une place importante dans la tradition juive. Après l'exil, elle symbolisa à la fois Jérusalem et l'espérance d'y retourner. » Au retour d'exil, Sion désigne directement le site du Temple (Is 60, 140; 1 M 4, 37, 60). « C'est après 70 de notre ère, alors que l'ancienne Cité de David, localisée sur la colline de l'Ophel, était totalement détruite par les légions romaines de Titus, que le transfert du nom Sion sur le site actuel dut probablement se réaliser. » Cette confusion a été facilitée par le fait que tous les Juifs ont été expulsés de Jérusalem après la défaite de la révolte de Bar Kokhba et que cette partie de la ville est la seule qui n'a pas été détruite en 135, subsistant avec les « sept synagogues » qui s'y trouvaient, selon le pèlerin anonyme de Bordeaux (333) et les Pères de l'Église qui ont écrit à ce sujet,.

## Traditions chrétiennes
Un nombre important de faits liés à l'époque apostolique sont situés « sur le mont Sion » par la tradition chrétienne.
« Les pèlerins du IVe siècle parlent de la « Sainte Sion » comme du site du dernier repas pris par Jésus avant sa mort. » La tradition chrétienne y joint aussi la localisation de la descente de l'Esprit sur les apôtres, les frères de Jésus et sa mère, lors de la première Pentecôte (Ac 1, 13), cinquante jours après la crucifixion de Jésus (Ac 2). Est aussi placé en ce lieu le siège de Jacques dont parle Eusèbe de Césarée (HE 7, 19) et ainsi que le relate les pèlerins de l'époque byzantine. Cela permet de comprendre l'actuelle localisation du patriarcat arménien au cœur du quartier arménien en se référant à Jacques le Juste comme premier évêque de Jérusalem. Marie, la mère de Jean surnommé Marc l'évangéliste, et tante de Barnabé y aurait aussi possédé une grande maison, lieu de réunion des premières communautés chrétiennes (12 Actes 12, 12 et 10 Col 4, 10). C'est aussi au mont Sion qu'ont été localisées les apparitions de Jésus à Jérusalem (Jn 20, 19 et 26) ainsi que les traditions au sujet de la chambre haute où se sont réfugiés les disciples après l'Ascension (Ac 1, 13).
C'est aussi sur le mont Sion que des traditions situent la maison de Marie, la mère de Jésus.
Toutefois ni les documents, ni l'archéologie ne mettent en évidence la moindre preuve d'une « vénération quelconque de sites par des Judéo-chrétiens ou quelque autre catégorie de chrétiens avant le début du IVe siècle. » La totalité des rites de vénération semblent avoir été mis en place après la conversion au christianisme de l'empereur Constantin Ier. Dans ces conditions, on ne sait si ces traditions liées au mont Sion concernent bien cette colline à l'Ouest de Jérusalem ou si elles concernaient la localisation du mont Sion à l'époque de jésus, c'est-à-dire la colline de l'Ophel, dans la mesure où les pères de l'Église comme Eusèbe de Césarée ne savaient pas que la localisation du « mont Sion » avait changé. Toutefois, John E. Taylor met en doute le témoignage du pèlerin de Bordeaux et d'Épiphane, au sujet de cette localisation. C'est aussi cette situation du « mont Sion » qu'Eusèbe de Césarée prend comme repère pour justifier la position du Golgotha retenue, qui a nécessité la destruction d'un Temple de Vénus, pour y construite la première Église du Saint-Sépulcre, au centre de la ville d'Aelia Capitolina, nom de la ville romaine reconstruite sur les ruines de Jérusalem après 135.
« Le mont Sion était à l'époque byzantine le lieu saint le plus important de Jérusalem après le saint sépulcre. »

## Histoire
Le mont Sion est devenu une partie de la Jérusalem antique à l'époque du Premier Temple, lorsque la ville s'est développée vers l'ouest au-delà de la vallée du Tyropoeon. L'ensemble de la colline était alors appelé colline occidentale. Après la destruction du Premier Temple et le retour des exilés de Babylone, Jérusalem est reconstruite dans des proportions plus modestes et le mont Sion reste en dehors des murailles. Après quelques années, la colline occidentale est à nouveau intégrée à l'intérieur de la ville. Le mont Sion est entouré d'un rempart connu sous le nom de première muraille et mentionné par Flavius Josèphe. Il semble qu'au cours de l'époque du Second Temple, des Esséniens aient établi un quartier sur le mont Sion.
Avec la destruction de Jérusalem par les Romains en 70, les murailles entourant la ville, le Temple de Jérusalem et le mont Sion sont à nouveau détruites. Après la défaite de la révolte de Bar Kokhba (132-135), la ville est détruite et vidée de ses habitants. L'empereur Hadrien prend un décret qui interdit à tout juif d'y pénétrer (135).
Sur le mont Sion, une petite communauté juive portant le nom de Tséla ha-Elef se maintient. Elle tire son nom d'un passage du livre de Josué (18:28) : Tséla ha-Elef et Jébus qui est Jérusalem. Après la révolte de Bar Kokhba, cette communauté est elle-même expulsée.
Au IVe siècle, des judéo-chrétiens (nazôréens ou ébionites) semblent mentionnés dans les Catéchèses de Cyrille de Jérusalem comme disposant d'une synagogue sur le mont Sion. Il est assez probable que certains d'entre eux soient revenus à Jérusalem après la suspension de l'Édit d'Hadrien (135) par Antonin le Pieux,.

## Sites remarquables

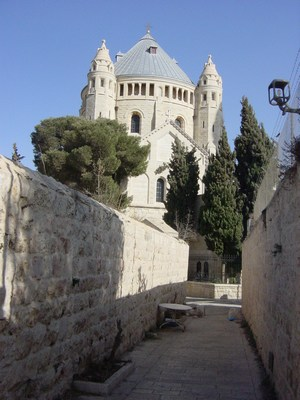
Église de la Dormition située sur le mont Sion.

C'est le lieu traditionnel du cénacle. Aujourd'hui, on y trouve le monastère de la Dormition appelé aussi « Sion chrétienne ».

### Le tombeau du roi David

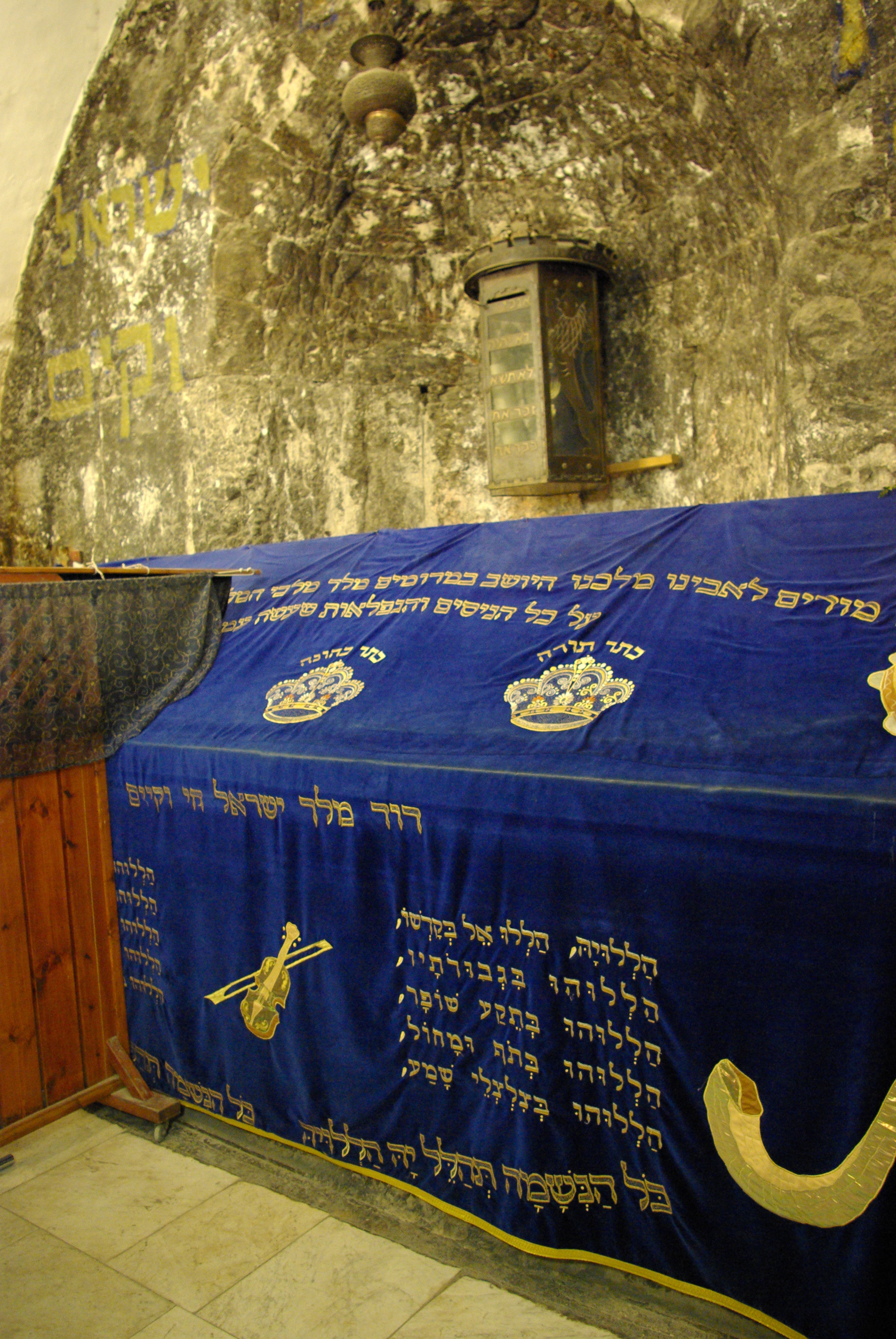
Le tombeau du roi David.

Sur le mont Sion se trouve ce qui est improprement appelé « tombeau de David ». Ce lieu est particulièrement vénéré par les juifs. Lorsqu'ils ne pouvaient pas se rendre au mur des Lamentations, après la guerre israélo-arabe de 1948-1949, c'est ici qu'ils venaient prier.

### Synagogue duIersiècle
À l'emplacement du « tombeau de David », des fouilles entreprises depuis une soixantaine d'années ont mis au jour une série de constructions dont la plus ancienne remonte au Ier siècle et « serait non seulement une synagogue, mais une synagogue proto-nazaréenne, comme le prouverait d'une part l'orientation du bâtiment dans la direction de l'actuelle église du Saint-Sépulcre et d'autre-part deux graffiti qui ont été lus par P. Tesla, mais réfutés par Émile Puech. » « Ce bâtiment, dont on retrouve certains éléments aujourd'hui dans les bâtiments byzantins ou croisés de Jérusalem aurait peut-être été construit à partir de pierres prises à des constructions détruites par les Romains lors du siège de 68-70 » et ce par des nazôréens ayant survécu à la révolte après s'être réfugiés à Pella, ainsi que l'affirme Eutychius d'Alexandrie.

### Autres sites
Sur le mont Sion se trouvent également plusieurs autres sites :
- la chambre de l'Holocauste ;
- la tombe d'Oskar Schindler ;
- l'église Saint-Pierre en Gallicante (du chant du coq).